# Šva (hebrejština)

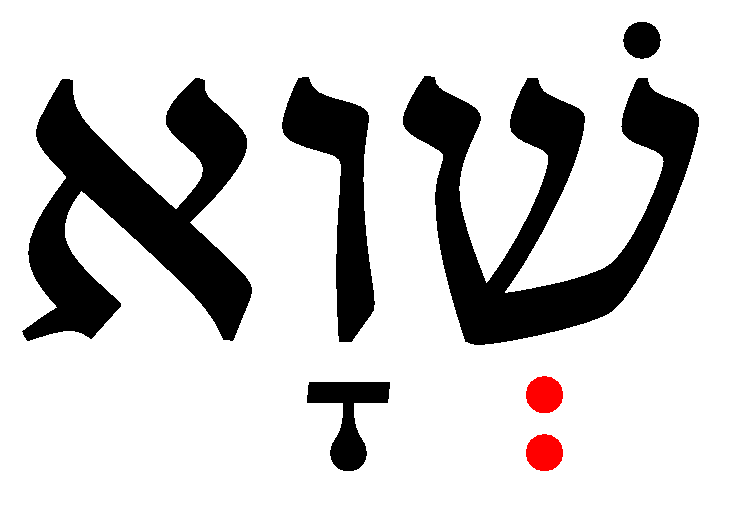
Znak šva vyznačen červeně

Šva (hebrejsky שְׁוָא, odvozeno od שָׁוְא šáv „nic“) představuje název pro znak ְ, jenž se užívá v hebrejské vokalizaci. Vyslovuje se buď jako redukovaná samohláska označovaná také jako šva (která se ve fonetickém přepisu zapisuje jako ə) – šva mobile, nebo se nevyslovuje vůbec (jde o němou hlásku) – šva quiescens. Výslovnost šva v klasické a moderní hebrejštině se mírně liší.

## Šva mobile
Šva nabývá charakteru šva mobile („znělé šva“, hebrejsky שְׁוָא נָד šva nad či שְׁוָא נָע šva na, vyslovované jako ə do češtiny přepisované jako e) v těchto případech:
1. na počátku slova (בְּרִית bərit „smlouva“, neplatí v moderní hebrejštině: brit);
2. uprostřed slova, pokud stojí
  - po jiném šva (מִזְבְּחִי mizbəchi „můj oltář“),
  - pod konsonantem s dageš forte (יִסְּדוּ jissədu „založili“),
  - po znaménku meteg.

## Šva quiescens
Šva quiescens („neznělé šva“, hebrejsky שְׁוָא נָח šva nach) zastupuje prázdný vokál. Šva nabývá charakteru šva quiescens ve všech ostatních případech, kdy není šva mobile, tedy:
1. na konci slova; na konci slova se šva většinou nevyskytuje výjimkou je koncové ך (např. הָלַךְ halach), zájmeno אַתְּ at a některé gramatické tvary (např. נֵרְדְּ nerd);[3]
2. uprostřed slova, pokud stojí:
  - před jiným šva,
  - po přízvučné slabice,
  - po nepřízvučné slabice, v níž není meteg.

Někteří gramatikové (např. Joshua Blau) se zmiňují o šva medium. Jedná se o typ šva quiescens, po kterém ovšem nenásleduje u skupiny „begadkefat“ (ת פ כ ד ג ב) explozivní, nýbrž spirantní výslovnost (viz fonologie hebrejštiny). Toto šva se prý původně vyvinulo z historicky plného vokálu: z původního malake vzniklo malche (מַלְכֵי „králové“). Rudolf Meyer toto pojetí odmítá a šva medium považuje za obyčejné šva quiescens. Zdůvodňuje to tím, že historicky je spirantizace doložena i tam, kde neexistoval žádný takový původní vokál: malche se podle něj mohlo vyvinout z milchi. Pravidlo explozivní výslovnosti po šva quiescens se začalo systematicky uplatňovat až v 8. století n. l., nicméně výslovnost některých slov (např. אֶתְכֶם etchem namísto etkem, „vás“) byla natolik zažitá, že se jejich původní spirantní výslovnost nezměnila.

## Šva compositum
Pod laryngálami (ע ח ה א) nabývá šva mobile zpravidla kvůli lepšímu vyslovení charakteru šva compositum („složené šva“), jež vzniklo složením šva mobile a plného vokálu. Existují tři šva compositum: chatef kamec (ֳ krátké o), chatef patach (ֲ krátké a) a chatef segol (ֱ krátké e). Ve výjimečných případech se šva compositum nachází i pod jinými konsonanty, které nejsou laryngálami.

## Patach furtivum
Patach furtivum („vplížené patach“) je příbuzné s chatef patach. Nachází se na konci slova pod laryngálou, pokud jí předchází přízvučná slabika s tzv. dlouhým vokálem (וּ וֹ ֵי ִי). Patach furtivum se pak čte před laryngálou, pod kterou se nachází: זְרוֹעַ zəroa „pravice“.